# Borkheide
Borkheide es un municipio situado en el distrito de Potsdam-Mittelmark, en el estado federado de Brandeburgo (Alemania), a una altitud de 60 metros. Su población a finales de 2016 era de unos 2000 habs. y su densidad poblacional, 190 hab/km².